# Take Back the City
Take Back The City – wydany w 2008 singel grupy rockowej Snow Patrol. Utwór promuje piąty album szkockiej grupy, zatytułowany A Hundred Million Suns. Został wydany w dniach 10-13 października 2008.

## Lista edycji
- UK CD:

1. "Take Back the City" - wersja albumowa
2. "The Afterlife"

- UK 7" vinyl # 1

1. "Take Back the City" - wersja albumowa
2. "Set the Fire to the Third Bar" - Jo Whiley Little Noise Session Live at The Union Chapel

- UK 7" vinyl # 2

1. "Take Back the City" - wersja albumowa
2. "Take Back the City" - Lillica Libertine Remix

- Australian/European Maxi CD

1. "Take Back the City" - wersja albumowa
2. "The Afterlife"
3. "Take Back the City" - Lillica Libertine Remix
4. "Set the Fire to the Third Bar" - Jo Whiley Little Noise Session Live at The Union Chapel

## Teledysk
Podczas tygodniowej realizacji video singla, która odbyła się w dniach 11-18 sierpnia 2008, posłużyły miejsca z centralnego Londynu. W teledysku, używając metody stop-klatek, zespół ukazuje różne aspekty nocnego życia miasta. Video zostało wyreżyserowane przez Alexa Courtesa, który współpracował wcześniej z takimi sławami jak: U2, Foo Fighters, Hilary Duff, czy Kylie Minogue. Premierowe nagranie ukazało się już we wrześniu 2008 r. na portalu internetowym Yahoo.com., natomiast oficjalne wydanie miało miejsce dnia 13 października 2008 r.

## Zagraniczne listy przebojów
| Chart (2008)                      | Peak position |
| --------------------------------- | ------------- |
| Irish Singles Chart               | 4             |
| Australian ARIA Singles Chart     | 33            |
| German Singles Chart              | 42            |
| UK Singles Chart                  | 6             |
| U.S. Billboard Modern Rock Tracks | 32            |